# برنابا
برنابا (توفي نحو 61) أحد المسيحيين الأوائل المذكورين في العهد الجديد. وهو مولود في قبرص لعائلة من اليهود الهلنستيين. كان برنابا من رسل المسيح الاثني عشر، وقد ذكر ذلك في أعمال الرسل موصوفا بالرسول.

## حياته
برنابا اسم معناه ابن الوعظ وابن العزاء. هو يهودي من سبط لاوي، وهو أخو مريم أم مرقس، وخال القديس مارمرقس. ذهب إلى أورشليم، وسمع تعاليم المسيح، فآمن و صار من السبعين رسولا وأحد حواريي السيد المسيح وتلاميذه أيضا. انظر (يوحنا 19 عدد 38) و(متى 27 عدد 58). وبعد صعود المسيح باع حقله وممتلكاته (أعمال الرسل 4 عدد 37)، وهذا تلبية للشرط الذي طلبه يسوع الناصري (متى 19 عدد 21) حتى يصبح تلميذا له و أحد رسله (أعمال الرسل 4 عدد 36). قام بالتبشير مع بولس في رحلته الأولى، وفارقه في رحلته الثانية، وأخذ مارمرقس معه، وذهبا إلى قبرص، وبشرا، ثم ذهبا إلى ميلانو وجلسا هناك، وبشرا سبع سنين ، ثم عادا إلى قبرص، ودخلا سلاميس، وهناك قبض عليه الملك هيباتيوس، ولم يحكم عليه بشيء، فأخذه اليهود، وجروه في ملعب الخيل، ورجموه، وحرقوه، ودفنه مارمرقس. وكان ذلك عام 61م.
كان اسمه الأصلي يوسف، وعندما باع حقله وكل ممتلكاته وقدم ماله إلى الرسل في القدس، أعطوه اسمًا جديدًا و هو برنابا، و تعني بالعبرية ابن الوعظ (أنظر أعمال الرسل 11: 23)، وتشير إلى معنى «النبي» في المفهوم المسيحي الأول (أنظر أعمال الرسل 13: 1؛ 15: 32). وقد قُدم ذكره على بولس الرسول في أعمال الرسل 14: 14.

## كتاباته
رسالة برنابا. وهي تنسب إليه في بعض مصادر التقليد المسيحي. بيد أن البحوث الحديثة تشير إلى كتابتها في الإسكندرية في العقد 130.
كما ينسب إليه إنجيل برنابا المكتوب سنة 50 ميلادية و هذا بعد خصامه مع بولس، و هو إنجيل يرفضه المسيحيون حيث ينفي ألوهية المسيح.

## روابط خارجية
- The Epistle of Barnabas
- St. Barnabas the Apostle
- St Barnabas Monastery and Icon Museum, Famagusta, Cyprus
- St. Barnabas at the Christian Iconography web site.
- The Life of St. Barnabas the Apostle in Caxton's translation of the Golden Legend